# ミニ新幹線

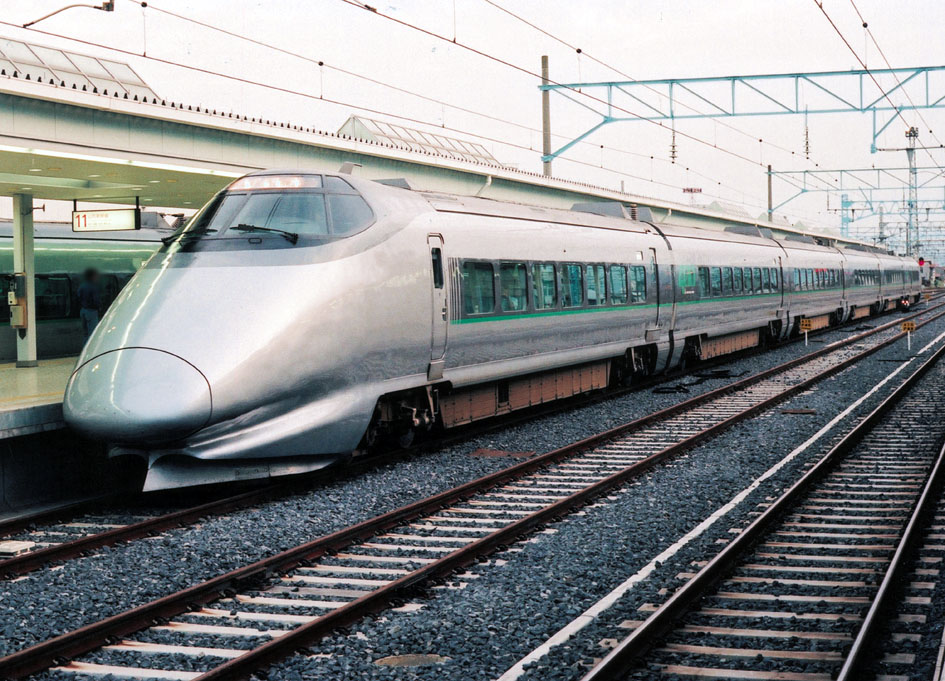
初のミニ新幹線車両として開発された400系

ミニ新幹線（ミニしんかんせん）またはミニ新幹線方式（ミニしんかんせんほうしき）とは、フル規格新幹線の線路を新規に建設することなく、既存の在来線を改軌した上で新幹線路線と直通運転（新在直通運転という）できるようにした方式で、鉄道高速化の一手段である。

## 概要
新幹線と在来線の一体的なネットワークを形成することによって、高速サービスを全国新幹線鉄道整備法の枠外にある地方都市にも拡大しようとする手法（新在直通運転）の一つである。1983年（昭和58年）10月10日に日本国有鉄道内で、続いて1986年（昭和61年）には運輸省でも「新幹線と在来線との直通運転構想検討会」が設置され、検討が始まった。このような考えによる高速列車ネットワークの構築は1981年にフランスが実現したが（TGV）、日本では軌間が異なるという点が問題となった。改軌方式ことミニ新幹線方式については1987年（昭和62年）に奥羽本線の福島 - 山形間がモデル線区に選定された。
この方式を採用した鉄道路線は、旅客案内上「新幹線」と称しているが、全国新幹線鉄道整備法の定義では在来線であって、新幹線ではない。また、当然整備新幹線にも含まれない。あくまで在来線の改軌ならびに高速化改良である。
フル規格設備上の新幹線列車の運行時間帯は、利用者の数が当初の予想以上に増え、毎日深夜から早朝にかけて保線を行わなければいけなくなった。よって始発が午前6時以降、終着が午前0時以前（所定ダイヤの場合）となっているが、設備の一部が在来線改良であるミニ新幹線はその制約を受けないダイヤを組める。
なお、ミニ新幹線に直通する車両をミニ新幹線車両としている。ミニ新幹線は在来線を改軌した区間を指すことが多いが、ミニ新幹線車両はフル規格区間まで乗り入れる車両と位置付けられている。

### 年表
- 1981年9月27日 - フランス国鉄SNCFが新在直通高速鉄道TGVを開業させる
- 1983年（昭和58年）10月10日 - 日本国有鉄道内で検討を開始
- 1986年（昭和61年） - 運輸省が検討を開始
- 1987年（昭和62年）
  - 4月1日 - 国鉄分割民営化
  - 月日不明 - 山形新幹線（福島 - 山形間）がモデル線区に選定
- 1988年（昭和63年）
  - 4月 - （山形新幹線）山形県とJR東日本等が山形新幹線向けリース会社山形ジェイアール直行特急保有株式会社を設立
  - 8月 - 大蔵省主計官の整備新幹線建設非難を発端とする膠着状態に対し、運輸省がフル規格新幹線、ミニ新幹線、スーパー特急の組み合わせで打開
- 1990年（平成2年）- 山形新幹線向け車両400系試作車落成
- 1991年（平成3年）9月29日 - （山形新幹線）400系、上越新幹線内にて高速度試験を実施。345km/hを記録
- 1992年（平成4年）- （山形新幹線）400系量産車落成
- 1992年（平成4年）7月1日 - 山形新幹線（東京駅-山形駅）開業
- 1995年（平成7年）
  - 月日不明 - （山形新幹線）400系、6両編成から1両増結し7両編成化
  - 5月16日 - （秋田新幹線）秋田県とJR東日本が秋田新幹線向けリース会社秋田新幹線車両保有株式会社を設立
- 1995年（平成7年）- （秋田新幹線）E3系量産先行車落成
- 1996年（平成8年）- （秋田新幹線）E3系量産車が落成
- 1997年（平成9年）3月22日 - 秋田新幹線（東京駅-秋田駅）開業
- 1999年（平成11年）12月4日 - 山形新幹線新庄延伸（東京駅-新庄駅）開業
- 2001年（平成13年） - E3系ベースに設計された電気・軌道総合検測車E926形製造
- 2006年（平成18年）3月 - 新幹線直行特急用高速試験電車E955形落成
- 2013年（平成25年）3月16日 - （秋田新幹線）E6系営業運転開始
- 2014年（平成26年）7月19日 - 新幹線初の観光列車「とれいゆ」運用開始
- 2016年（平成28年）4月29日 - 観光列車第2弾「現美新幹線」運用開始
- 2019年（令和元年）12月15日 - （秋田新幹線）田沢湖線大釜駅に融雪装置設置[8]
- 2024年（令和6年）3月16日 - （山形新幹線）E8系営業運転開始

## 特徴

### 軌間
軌間の違う路線の直通運転には車両側で対応する「異ゲージ直通運転方式」と軌道側で対応する「改軌方式」、それらを組み合わせる方法がある。1983年（昭和58年）国鉄は「改軌方式」で対応することにした。山形新幹線とその新庄延伸・秋田新幹線では標準軌方式を基本としつつ、各線の状況をや輸送を考えて三線軌方式、標準軌・狭軌単線並列方式を一部に取り入れた。

### 電気方式
電気方式は新幹線区間が交流50Hz25kVまたは交流60Hz25kVに対して、在来線区間は交流50Hz20kVまたは交流60Hz20kV、直流1.5kVとなっているため、「車両複電圧・複周波数・交直流方式」、「在来線電車線昇圧・EC方式」、「在来線電車線昇圧・架線下DC方式」のうち一つを選んで直通できるようにする。

### アプローチ線
新幹線区間と在来線区間の間にはミニ新幹線車両が行き来できるようアプローチ線を設ける。ミニ新幹線でのアプローチ線は下記に設置されている。
- 山形新幹線 - 東北新幹線福島駅[13]
- 秋田新幹線 - 東北新幹線盛岡駅[14]

### 利点・欠点

#### 利点
規格の優位性
- フル規格新幹線の建設では基本計画、整備計画、工事実施計画ときちんと手順を踏んでいく必要があり、すでに決められた他の区間を出し抜いて先に建設することができない。しかしミニ新幹線ではフル規格新幹線の計画にとらわれず早期に建設が可能である。
- 建設費用が安い。
- 並行在来線の経営分離問題が生じない。（在来線#並行在来線、整備新幹線#並行在来線問題を参照）
- フル規格新幹線同様、東京駅での終着駅名が案内されるので終着駅の知名度向上効果が大きい。
- 標準軌の同じ線路を普通列車と新幹線直通列車が共有できるので（線路を別々ではなく1線にできるので）線路の維持費や保線コストが軽くなる。

利便性向上
- 接続駅での乗り換えが不要となる。つまり、直通運転の実施が可能となることで所要時間短縮や利用者の負担軽減を図れる。「新幹線直通運転化事業調査報告書（日本鉄道建設公団、2001年）」によると、「通常の乗り換え1回の解消は、乗車時間が30分程度短縮される効果と同等の価値を有する」と示されている。
  - なお、山形新幹線や秋田新幹線開業後に利用が増えたのは所要時間を短縮したからであって、乗り換えがなくなったからではない。これは在来線区間の最高速度を95km/hから130km/hに引き上げた効果によるものであり、フル規格区間と直通しないのであれば改軌をしなくても速度向上は実現可能である。

- フル規格新幹線線路上では保線および騒音との兼ね合いから深夜帯の運行が自粛されているが、ミニ新幹線は軌間が異なるのみの在来線であるため、在来線区間では午前0時から午前6時の時間帯にも運行可能である。

#### 欠点
- 車両に搭載する機材は、フル規格区間とミニ新幹線区間（在来線区間）の両方に対応する必要があり、車両コストが増加する。1988年（昭和63年）現在でミニ新幹線車両の定員1人当たりの車両費は、フル規格新幹線車両の約1.6倍、在来線車両の約3倍と想定されていた[17]。
  - フル規格と比較して全長・全幅とも狭小である在来線規格の車両限界を採用しなければならないため、フル規格新幹線に比べて輸送力は低い。
  - フル規格区間ではホームと車両の間に隙間が空いてしまうため、停車時に張り出すステップを車両側に設置するなどの対策が必要となる。
  - さらに後年、ミニ新幹線車両はフル規格用新幹線車両と比べ速度を出しにくいという弊害が出ている。FASTEC360による走行試験ではミニ新幹線用車両に不具合が生じやすかったことから、360km/hでの営業運転を断念し320km/hでの営業運転とした。なお次世代型360km/h運転車両用のALFA-Xはフル規格用車両のみで、ミニ新幹線車両は用意されていない。
- 狭軌在来線のネットワークを寸断するため、改軌区間と非改軌区間で直通列車の運行が不可能となる[18]。
- ミニ新幹線への工事期間中は、輸送力の減少が発生する。特に単線区間を改軌する場合は、列車の長期運休が避けられず、代替交通の確保が問題となる[18]。
  - 当該区間と隣接する在来線においては、逆に乗り換えが必要となる利用者が発生する恐れがあり、サービスダウンとなる。
  - 災害等が発生した際に、貨物列車などの長距離列車の迂回路として利用できない。
- 建設費用対効果が低い傾向にある。
  - "高規格専用線を改めて建設すること"に比べれば安価である一方で、標準軌化は全く高速化に寄与しないコストである。また、全線を一度に工事しなくてはならないため一度の投資額が大きく金利コストがかさむ。これに対し狭軌のままで同様の線形改良や軌道強化を行えば、さらに安価かつ交通の分断を伴わないで高速化を実施できる。また、交通を分断しないため「少しずつ」改良することも可能であり、一度に大きな資金を用意する必要もない。
- ミニ新幹線区間での速度向上効果は限定的。
  - 最高速度・曲線通過速度ともに当該線区の在来線としての規格に制限されるため、最高速度は160km/h以下になり（京成スカイライナーの最高速度と同じ）、ミニ新幹線区間における時間短縮は改軌に付随して行われる線形改良や軌道強化の度合いに依存する。
  - 改軌後も踏切を残置する場合には、これもまた最高速度を130km/h以下（JR在来線特急列車の最高速度に同じ）に制限する要因となる。
  - ミニ新幹線区間に単線区間が多いと（特に秋田新幹線と山形新幹線山形 - 新庄間）、列車交換待ちにより所要時間が伸びる傾向にある。このため、2021年3月13日ダイヤ改正における東北新幹線上野 - 大宮間最高速度引き上げによる所要時間短縮で東北・北海道新幹線の東京発着単独運転列車や、上越・北陸新幹線の東京発着全列車で所要時間を1分短縮した一方、山形新幹線・秋田新幹線は所要時間を短縮できなかった[19]。なお山形新幹線・秋田新幹線と併結する東北新幹線列車も所要時間を短縮できておらず、ミニ新幹線の弊害がフル規格区間しか走らない列車にも影響している。

三線軌条化しない場合（狭軌線路を併設せず、新幹線直通列車が走行する標準軌線路のみを敷設する場合）、以下の点も欠点となり得る。
- 新幹線車両に加えて、改軌区間用の在来線車両を用意する必要が生じる。

### 法令
- 全国新幹線鉄道整備法には暫定整備として下記のように定義している[20]。

## 課題とその解決

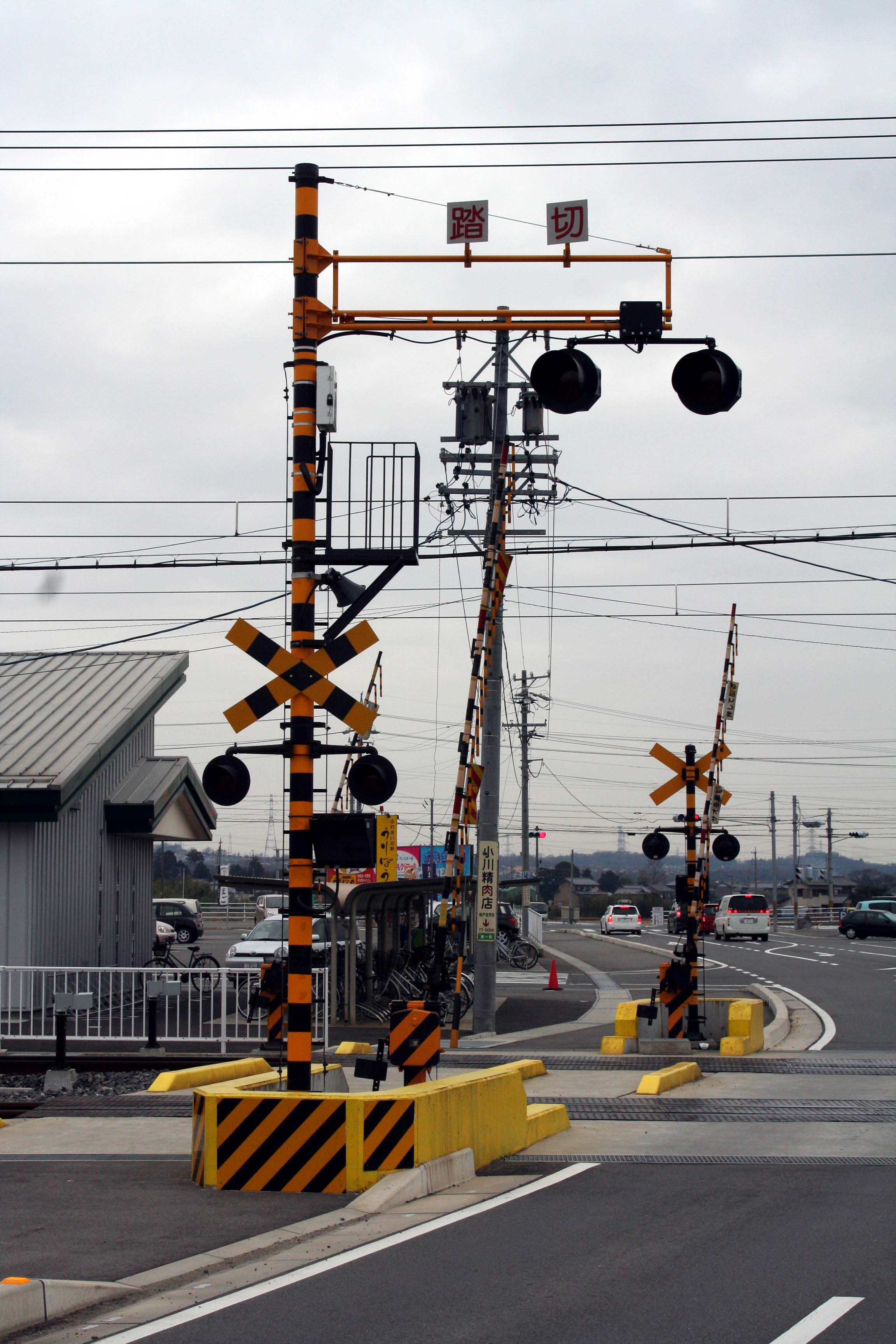
オーバーハング形踏切警報機の例

事故防止・雪害防止
踏切事故の問題がある。在来線区間では改良により速度が引き上げられた影響でトラックが今まで通りのタイミング感覚で横断してミニ新幹線車両が急停車することが起きた。特に豪雪地帯の在来線では雪により線路を道路と誤認し鉄道車両に衝突する事故も起きやすく、実際にミニ新幹線車両と衝突事故が起きた。同様の理由で勝手踏切を渡る人や動物をはねる問題が起きた。在来線が雪が降る地域だと、在来線を走行中に車両に付着した雪が、新幹線区間の高速走行中に落下、バラストを巻き上げ、一番外側の窓ガラスに衝突しひびが入った。踏切事故対策として踏切を統廃合して少なくする、警報機、遮断機、非常ボタンを整備、自動車運転手への踏切視認性の向上（門型踏切、簡易門型踏切、オーバーハング型踏切の導入）、落下雪対策は雪落とし作業の追加とバラスト飛散防止スクリーンを設置した。
変電所容量不足
ミニ新幹線車両（400系、E3系）は高速化により従来車（485系など）より出力が1.5から2倍ほど高く、変電所の変圧器の容量が不足したので強化を行った。
法令問題
主な運転保安規則（法令）の問題も起きた。新幹線と在来線とは全くと言っていいほど規制が違っていたためミニ新幹線に代表される新在直通は厄介であったが、2001年（平成13年）12月25日に「鉄道に関する技術上の基準を定める省令」として統合され、新在直通がしやすくなった。

## 路線

### 採用された路線
この方式で新在直通を図った路線として、2025年時点で山形新幹線（奥羽本線福島駅 - 新庄駅間）と秋田新幹線（田沢湖線・奥羽本線盛岡駅 - 秋田駅間）の2路線がある。前述のように「新幹線」と称しているものの、法的には在来線である。路線愛称の「新幹線」は山形新幹線の開業準備に入ってからである。
山形県 - 山形新幹線（奥羽本線福島駅-新庄駅間）
1986年（昭和61年）1月、山形県で開催される第47回国民体育大会「べにばな国体」に合わせてミニ新幹線の整備をできないかとの地元代議士からの提案があった。1987年（昭和62年）4月の国鉄分割民営化を経てJR東日本の経営判断により実現へ動き出した。
福島駅 - 山形駅間は山形県とJR東日本が山形ジェイアール直行特急保有株式会社を設立、国より補助金を受け完成させた施設と車両をJR東日本がリースで使用する方法をとった。山形駅- 新庄駅間は財団法人山形県観光開発公社が山形県から補助金、金融機関から融資を受けてJR東日本に全額無利子で貸し付けした。改軌区間で運転される貨物列車のために一部区間で三線軌条を敷設（後に廃止）し、山形駅 - 新庄駅間の改軌にあたっては山形駅 - 羽前千歳駅間に乗り入れる仙山線や左沢線列車のために狭軌線路を併設のままで残存させた。この区間のローカル列車については、案内上山形線の名称を使用している。
秋田県 - 秋田新幹線（田沢湖線・奥羽本線大曲駅-秋田駅間）
設備改良は日本鉄道建設公団が鉄道整備基金からの無利子貸し付けを受け、JR東日本に委託して施工した。完成後公団よりJR東日本が譲渡を受けた。秋田県とJR東日本が秋田県新幹線車両保有株式会社を設立、JR東日本にリースした。大曲駅 - 秋田駅間は奥羽本線の狭軌線路と単線並列の形とし、一部区間を三線軌条とするなどして運転の自由度を確保している。同区間では、営業列車としては新幹線直行特急のみ（非営業の回送列車として田沢湖線用のローカル列車用の車両が運転される）が標準軌の線路上を運行され、この区間のローカル列車は狭軌の線路を運行している。
これらの路線で運転される特急列車「つばさ」や「こまち」は、新幹線直行特急と呼ばれる。

### 構想されている・された路線
1.都道府県主導型
山形県
山形新幹線機能強化構想 - 羽越本線高速化（1997年〈平成9年〉）や陸羽西線ミニ新幹線化があがり、山形新幹線の酒田（2000年〈平成12年〉）や大曲（2003年〈平成15年〉3月）への延伸が構想されている。
群馬県・栃木県
両毛ミニ新幹線構想 - 1990年（平成2年）群馬県では、清水一郎知事（当時）が当時開業予定の山形新幹線を参考に上越新幹線高崎駅から上越線新前橋駅経由両毛線前橋駅乗り入れ（約10km）、さらに栃木県の東北新幹線小山駅まで延伸する構想（91.7km）を提唱した。延伸先の栃木県でも渡辺文雄知事（当時）が構想に参画する意向を表明した。両毛地域を含む北関東内陸部の東西交通の向上を図り、併せて東北・上越方面との連絡性を高める狙いがあった。群馬県側はJR東日本との間で調査検討委員会を設置したが、清水群馬県知事の在職中死去（1991年<平成3年>6月12日）に伴う知事交代の影響により構想自体がとん挫した。
新潟県
信越本線高速化構想 - 2023年（令和5年）度より新潟県では、上越新幹線長岡駅から北陸新幹線上越妙高駅の間を、信越本線をミニ新幹線化して結ぶ案と既存の信越本線をトンネルの設置により線形を改良する案が検討されている。
なお、2003年（平成15年）から2009年（平成21年）にかけても同じ問題が議論され、フリーゲージトレインの導入が候補としてあがっていた。
三重県
三重新幹線構想 - 1995年（平成7年）より三重県は鳥羽・新宮までミニ新幹線敷設を構想している。
和歌山県
和歌山新幹線構想 - 1992年（平成4年）1月1日、和歌山県でも、地元選出の代議士二階俊博を中心に、ミニ新幹線の導入構想明らかにした。平成5年2月和歌山県議会にて小川武議員が仮谷志良知事に対し質問したところ「和歌山県は関西国際空港の至近距離にあって、なお一層国内外の交流が盛んになるということでございます。そうした中で、ミニ新幹線の導入を初めとする在来線の高速化を進めることが非常に重要」との認識を答えた。
香川県
四国新幹線建設前倒し構想 - 山形新幹線が具体化した頃に、香川県は、瀬戸大橋線をミニ新幹線（四線軌条）化できないかと考えた。しかし、交直流型車両は値段が高く、採算レベルに乗らないという調査結果が出たため、断念した経緯がある。なお瀬戸大橋とその前後に限っては四線軌条化せずとも本四備讃線と四国横断新幹線の複々線を敷設できる空間が確保されている。四国新幹線も参照。
2.市町村主導型
北海道
北海道新幹線函館駅乗り入れ構想 - 2023年（令和5年）4月より北海道函館市では、ミニ新幹線車両またはフル規格新幹線車両により新函館北斗駅から函館駅へ乗り入れる構想がある。

### 構想の年表
- 1990年（平成2年）
  - 月日不明（年度表記） - 香川県「四国新幹線建設前倒し構想」
  - 月日不明 - 群馬県「両毛ミニ新幹線構想」
- 1992年（平成4年） 1月1日 - 和歌山県での「和歌山新幹線構想」構想
- 1995年（平成7年） - 三重県での「三重新幹線構想」
- 2000年（平成12年）- 山形新幹線機能強化構想、山形新幹線酒田延伸構想
- 2003年（平成15年）3月 - 山形新幹線機能強化構想、山形新幹線大曲延伸構想
- 2023年（令和5年） 
  - 4月、北海道函館市での構想「北海道新幹線函館駅乗り入れ構想」
  - 月日不明（年度表記） - 新潟県による「信越本線高速化構想」

### 整備新幹線で構想された路線

#### 大蔵省による整備新幹線批判対応
1988（昭和63）年度予算編成作業中に大蔵省主計官が整備新幹線建設を非難し膠着した。打開策として1988年（昭和63年）8月の運輸省によってフル規格新幹線、ミニ新幹線、スーパー特急の組み合わせで提示され、同年8月31日に政府・与党申し合わせにより整備内容が決定された。うちミニ新幹線整備区間は下記のとおりである。なお、どの線区でもフル規格実現への願望が強かった。
東北新幹線
盛岡 - 沼宮内、八戸 - 青森
北陸新幹線
軽井沢 - 長野

#### 西九州新幹線佐賀県区間対応
九州新幹線西九州ルート 新鳥栖駅 - 長崎駅間は一部在来線の長崎本線を挟む関係でスーパー特急方式で建設され、後に武雄温泉駅 - 長崎駅間がフル規格に変更。さらにフリーゲージトレイン導入の計画、試験まで行われたが頓挫し、武雄温泉駅で乗り換えるリレー方式で武雄温泉駅 - 長崎駅間が西九州新幹線として暫定開業した。

## 開業効果

### 山形新幹線
東京駅 - 山形駅間を最短3時間9分が2時間27分に短縮され、1995年（平成7年）に1両増結の7両編成化。5往復あった羽田空港 - 山形空港の全日空航空便は2002年（平成14年）10月31日に休止。しかし日本エアシステム（のちに日本航空）が2003年（平成15年）4月1日より同路線1日1往復を再開。航空会社の自助努力のみでは維持・充実が困難な路線で、地域と航空会社による共同提案によって優れた路線に羽田空港の発着枠を配分する 国土交通省の「羽田発着枠政策コンテスト」で1日2往復まで回復。キャンペーンや朝便と夜便が設定されたことで、ビジネス客の姿も多く見られるようになった。

### 秋田新幹線
東京駅 - 秋田駅間を最短4時間29分が3時間49分に短縮され、1998年（平成10年）に1両増結の6両編成化。

## 車両

### 車両特徴

#### 車体
ミニ新幹線に用いる車両は在来線の車両限界で設計されている。車長は、フル規格新幹線車両の25mに対して、ミニ新幹線車両では20 - 23mであり、車幅は、3,380mmに対して、2,945mmとなっている。そのため、新幹線区間では、乗降口とホームとの間隔が開いてしまうため、折り畳み式のステップを車両の乗降ドアの下部に備える。

#### 分割併合装置
大都市の新幹線ターミナル駅に乗り入れる場合は新幹線区間の線路容量、ターミナル駅の発着容量に不足をきたすから、多層建て列車にすることも考えなければいけない。たとえば東京駅発着の場合、大宮駅 - 東京駅がJR東日本関連の新幹線が集まる区間で、設定できる列車本数に限りがあることから、多層建て列車にできるよう東京側の先頭車には連結器カバー・電気連結器付き密着連結器・超音波測距装置、レーザー測距装置で構成された自動分割併合装置が搭載されている。分割併合時は極力人手をかけないようにかつ基本的な列車防護ルール「一つの区間に2個列車が入らないようにする原則」を崩してしまうために、併結相手列車との距離を検知し絶対に衝突しないように設計し、安全性も確保している。

#### 台車

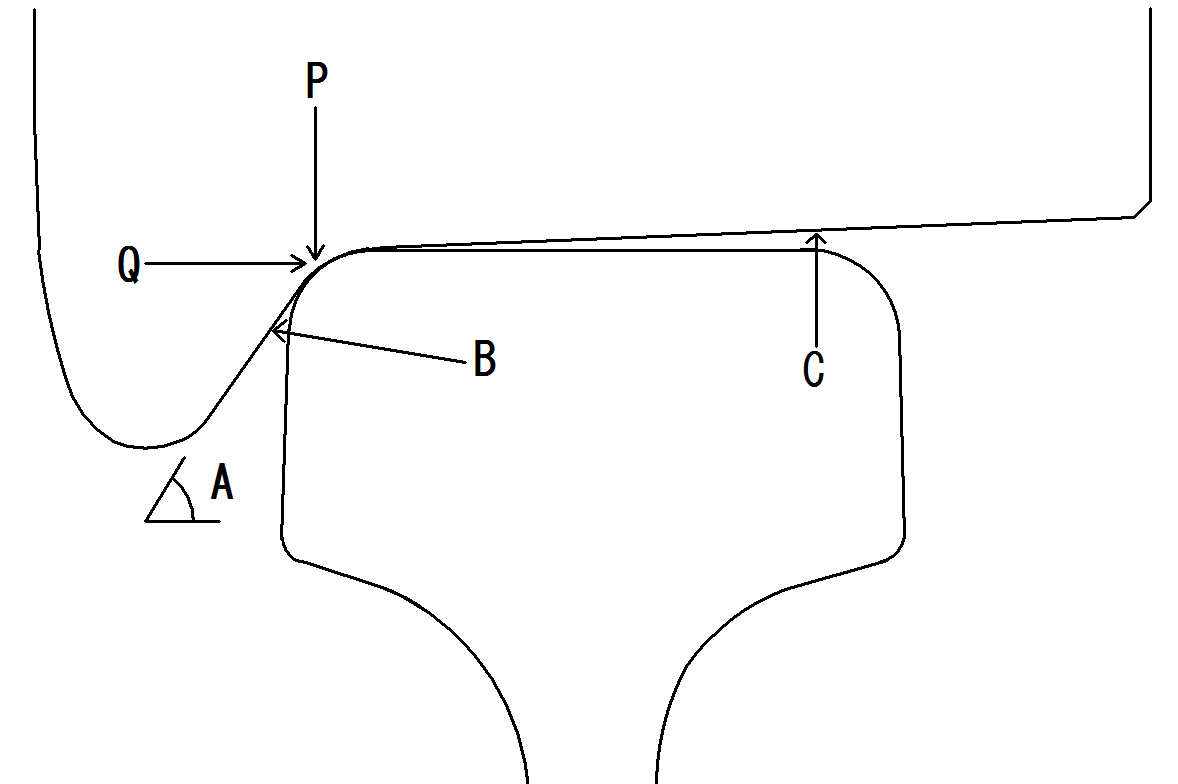
車輪の踏面の位置図
Cの部分が踏面

400系およびE3系では在来線区間での急カーブへの対応と新幹線区間での直進安定性を確保するため、前後の車輪の車軸の間の距離である軸距を、フル規格新幹線の2,500mmに対して、2,250mmとしており、車輪の踏面（とうめん）形状は安定して走れるように設計された「1/16新在円弧踏面」となっている。なお、従来の在来線特急電車の代表485系の「国鉄DT32形台車」は2,100mmである。
E6系では新幹線区間での320km/hの高速運転に対応するために軸距を2,500mmにし、従来の「1/16新在円弧踏面」に加え、ヨーロッパの高速鉄道車両のようにヨーダンパを片側2本装備（1台車あたり4本）を備えた。2本は減衰力固定式ヨーダンパ、残り2本は減衰力切り替え式ヨーダンパ（大減衰力と無減衰力の2段階）にし、新幹線区間では減衰力を大きくし高速安定性を確保し、在来線区間では減衰力を小さくしあえて　”ゆらゆらと”　進めるようにすることで急カーブをスムーズに通過できるようにしている。
E8系は新幹線区間での300km/hの高速運転に対応するためE6系とほぼ同じ仕様のものを採用している。
在来線区間の走行時はいかなる時でも600m以内に停止しなければいけなかった（鉄道運転規則「600メートル条項」）ために、フル規格区間の走行時よりブレーキ力が大きくなるような設定を加えている。
製作された台車は下記の通り。
- 試作台車 - 鉄道総合技術研究所で行われていたミニ新幹線用の台車研究をベースに製作され、営業車両ではDT9030（片板2枚支持板ゴム併用式）をベースにしDT204/DT204Aが製作された。
  - DT9028 - コイルばね円錐ゴム併用式。
  - DT9029 - 円錐ゴム式。
  - DT9030 - 片板2枚支持板ゴム併用式。
- 400系
  - DT204 - 電動台車
  - DT204A - 電動台車
  - TR7006 - 付随台車
- E3系
  - DT207 - 電動台車
  - DT207A - 電動台車
  - DT207B - 電動台車
  - TR7005 - 付随台車
  - TR7005A - 付随台車
- E6系
  - DT210 - 電動台車
  - DT210A - 電動台車
  - TR7009 - 付随台車

#### 主電動機
主電動機は次の通り。400系のみ直流モーターを採用している。参考までに国鉄特急用電車485系はMT54形で120kW、国鉄東北新幹線用電車200系はMT201形で出力は230kWでいずれも直流モーターである。
- 400系
  - MT203 - 直巻整流子電動機。出力は210kW。
- E3系
  - MT205 - かご形三相誘導電動機。出力は300kW。
- E6系
  - MT207 - かご形三相誘導電動機。出力は300kW。

#### 集電装置

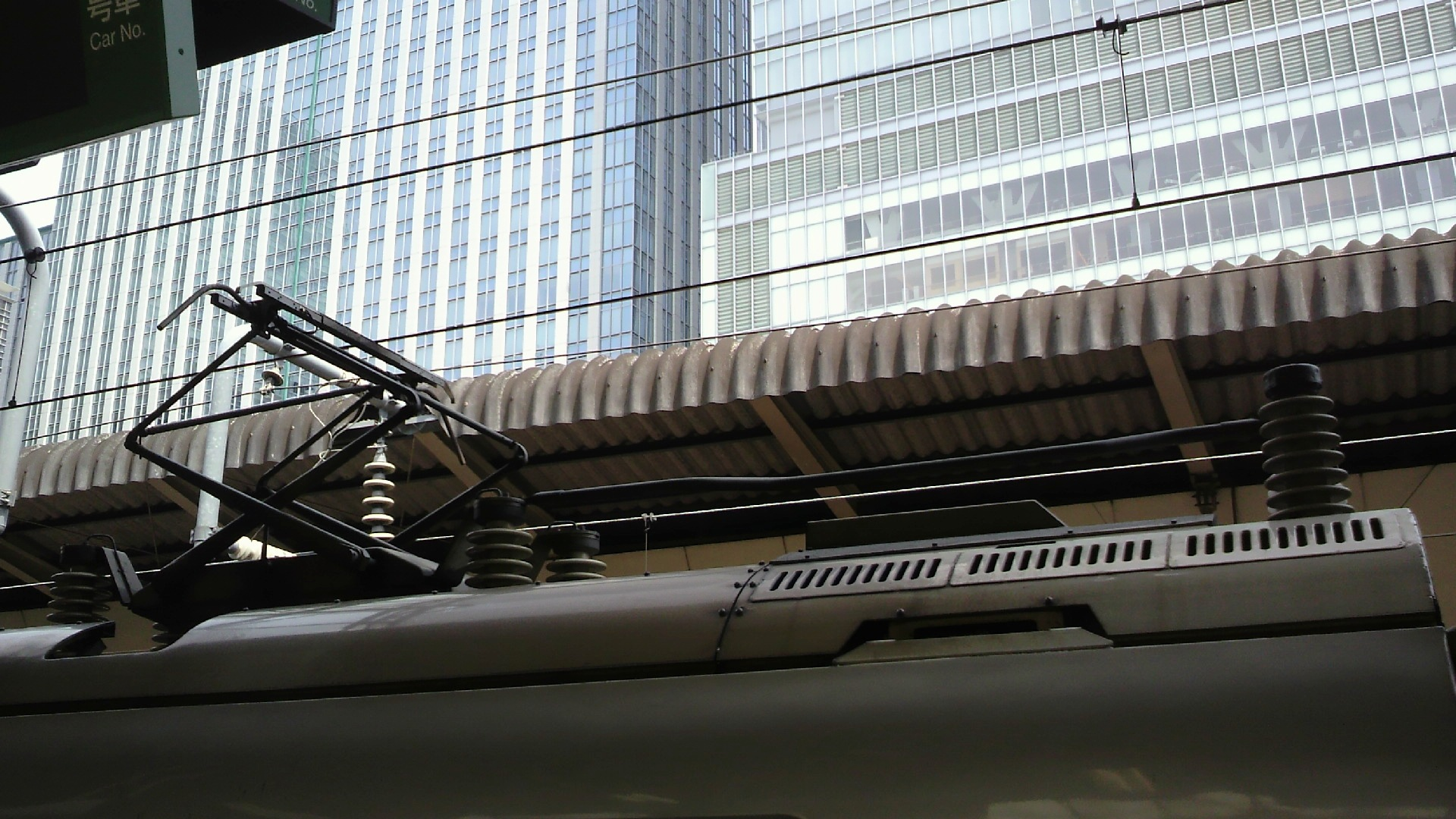
400系の集電装置

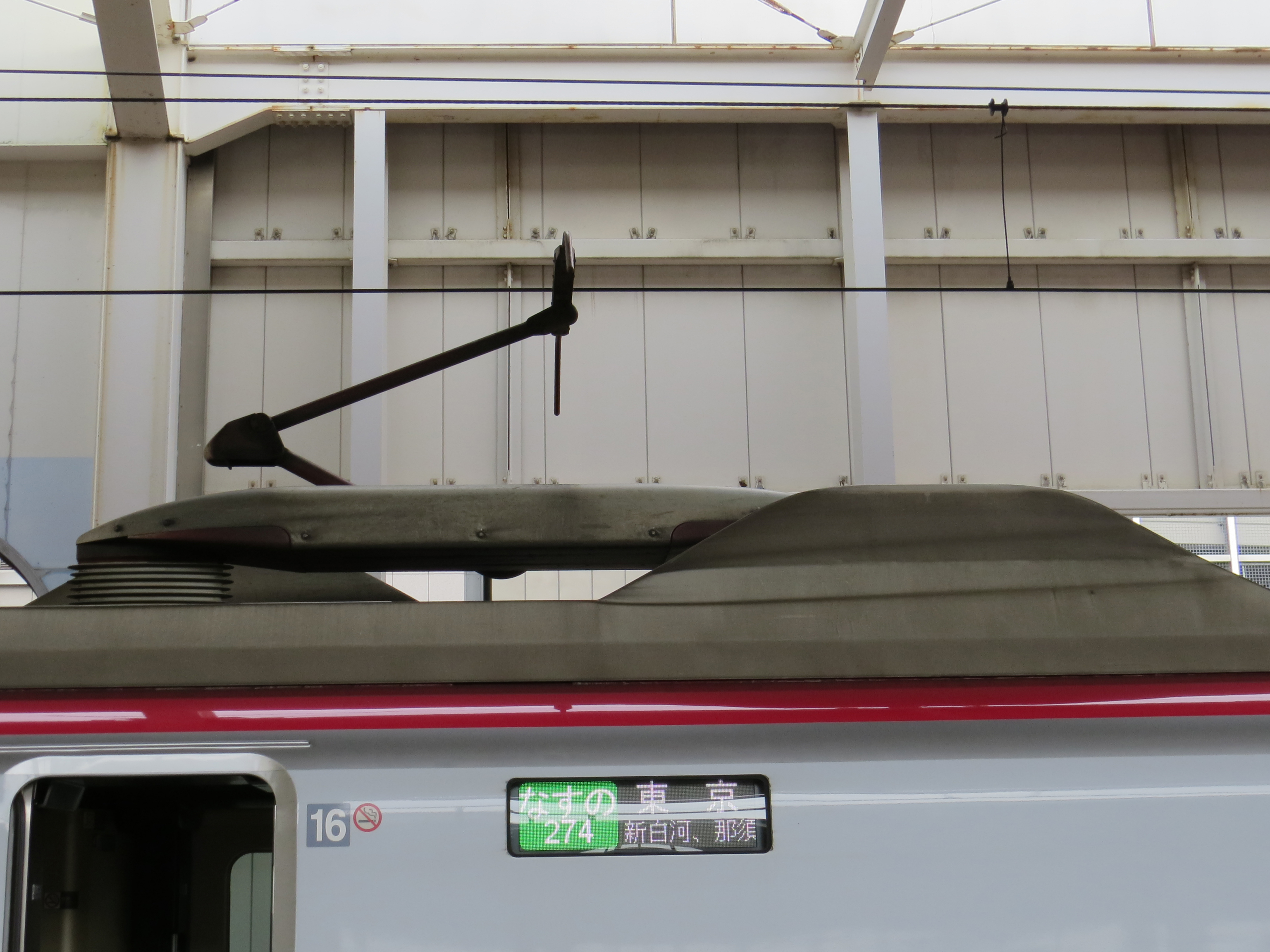
E6系の集電装置

集電装置は在来線区間の電車線の高低差の大きさに合わせてフル規格新幹線車両用より大きく作られている。採用された集電装置は下記の通り。
- 400系
  - PS204 - 下枠交差型パンタグラフ
- E3系
  - PS206 - シングルアームパンタグラフ[44]
- E6系 
  - PS209 - シングルアームパンタグラフ

#### 保安装置
保安装置についても新幹線区間の自動列車制御装置 (ATC) と在来線区間の自動列車停止装置 (ATS) の両方を搭載している。全線ATC化しなかった理由は線区のグレード、工事費や工事期間の抑制との経済的理由である。ミニ新幹線方式の採用区間の保安装置は下記の通り。
- 山形新幹線
  - 新幹線区間 - ATC-2（2009年<平成21年>9月まで）、DS-ATC（2009年<平成21年>10月から）[47]
  - 在来線区間 - ATS-P[48]
- 秋田新幹線
  - 新幹線区間 - ATC-2（2009年<平成21年>9月まで）、DS-ATC（2009年<平成21年>10月から）[47]
  - 在来線区間 - ATS-P[48]

### 営業用車両
- E3系：1000番台と2000番台が山形新幹線で東北新幹線と直通する営業運転を行っている。
- E6系 : 秋田新幹線で使用されている。
- E8系 : 2024年3月16日に山形新幹線で営業運転を開始[49]

### 過去の営業用車両
- E3系：0番台が秋田新幹線で使われていた。2013年4月から2014年3月まで順次E6系に置き換えられた。
- 400系：山形新幹線専用として使用していた。ミニ新幹線用として最初に投入された形式。2008年12月から2010年春までに順次E3系2000番台に置き換えられた。主電動機（走行用モーター）に直流電動機を採用した最後の新幹線車両であり、フル規格新幹線区間で行われた275km/h試験ではフラッシュオーバー（フラッシオーバー、閃絡：せんらく）が発生し、たびたび試験を中止をした。設計条件を超える速度での不具合はある意味では最適な設計であったと評価できる[50]。

### 試験車両・事業車両など

#### 現役車両
- E926形（EAST i）

#### 引退した車両
- E955形（FASTECH 360 Z）
- クモヤ743形
- DD18形ディーゼル機関車
- DD19形ディーゼル機関車

## 工事方法
改軌は狭軌用枕木を標準軌用に交換する。工法として、人力法、軌きょう縦送り法、枕木交換法、軌道連続更新機法、ミニテックス法がある。

## 高付加価値運用
- E3系
  - 0番台のR18編成が700番台に改め、観光列車「とれいゆ」として改造された。「とれいゆ」は基本的には山形新幹線在来線区間内のみで営業運転を行い、福島駅では在来線ホームに発着したが、団体専用列車で大宮駅を介して上野駅や新潟駅まで運用された[52]。
  - 0番台のR19編成を700番台に改め、観光列車「現美新幹線」として改造された。上越新幹線（新潟駅 - 越後湯沢駅間）限定運用[53]。
  - E3系L65編成のみ400系の塗装「銀のつばさ」にし運用されている[54]。

## 保存
- 400系411-3（L3編成11号車）- 2018年（平成30年）7月5日、鉄道博物館（埼玉県さいたま市）[55]